# Ophelina cylindricaudata
Ophelina cylindricaudata är en ringmaskart som beskrevs av Jirkov 200. Ophelina cylindricaudata ingår i släktet Ophelina och familjen Opheliidae. Inga underarter finns listade i Catalogue of Life.